# Unión Regional Deportiva 2015
La Unión Regional Deportiva 2015, es la actual temporada de la unión de ligas conformada por la Liga Tandilense de Fútbol, la Liga Ayacuchense de fútbol, la Liga Rauchense de fútbol y la Liga Juarense de fútbol, que comenzó a desarrollarse a partir del 28 de marzo y culiminará en diciembre del mismo año, con la final anual de vuelta.
Al concluir el campeonato, quedarán definidas las plazas otorgas al Torneo Federal C, que organiza el Consejo Federal junto a la Asociación de Fútbol Argenitno. En caso de ser necesario, se disputará un cuadrangular final, como sucedió en 2014.
Según se afirmó, este año serán oficialmente reconocidos los títulos de Fair play, de goleador y de valla menos vencida. Dichos reconocimientos, por primera vez, serán entregados gracias a la colaboración de la prensa y de los árbitros.
El 9 de marzo en la Liga Tandilense de Fútbol, se sorteó el fixture de la Primera fase. Además, se decidió postergar una semana más el comienzo (estaba previsto para el 21), se presentó el reglamento general de la competición y, quedaron divididas las zonas en función de la ubicación geográfica y del sorteo de los equipos de Tandil, adoptándose el mismo formato que en la Unión Regional Deportiva 2014.

## Equipos participantes
| Equipo                                                                   | Ciudad        |
| ------------------------------------------------------------------------ | ------------- |
| Club Atlético Alumni                                                     | Benito Juárez |
| Club Social y Deportivo Argentino                                        | Benito Juárez |
| Club Atlético Ayacucho                                                   | Ayacucho      |
| Botafogo Fútbol Club                                                     | Rauch         |
| Club Defensores Ayacucho                                                 | Ayacucho      |
| Club Defensores del Cerro                                                | Tandil        |
| Ateneo Cultural y Deportivo José Manuel Estrada                          | Ayacucho      |
| Club Social y Deportivo Excursionistas                                   | Tandil        |
| Club Atlético y Biblioteca Ferrocarril Sud                               | Tandil        |
| Club Gimnasia y Esgrima                                                  | Tandil        |
| Club Grupo Universitario                                                 | Tandil        |
| Club Independiente                                                       | Tandil        |
| Club Atlético Juarense                                                   | Benito Juárez |
| Club Social y Deportivo Juventud Agraria                                 | Rauch         |
| Club Social y Deportivo Loma Negra                                       | Barker        |
| Club Deportivo San José                                                  | Tandil        |
| Club Atlético San Lorenzo                                                | Rauch         |
| Club y Biblioteca Ramón Santamarina                                      | Tandil        |
| Club Atlético Sarmiento                                                  | Ayacucho      |
| UNICEN (Universidad Nacional del Centro de la Provincia de Buenos Aires) | Tandil        |
| Sociedad de Fomento Unión y Progreso                                     | Tandil        |
| Centro Social Velense                                                    | M. I. Vela    |
| Club Social y Deportivo Villa Aguirre                                    | Tandil        |

| Bajas                                   |
| --------------------------------------- |
| Club Social y Deportivo Tandil (Tandil) |

| Altas                                            |
| ------------------------------------------------ |
| Club Social y Deportivo Juventud Agraria (Rauch) |

### Árbitros
El arbitraje de la Unión Regional Deportiva 2015 se organiza de acuerdo a la ciudad en la que sea el encuentro. En Tandil, Vela y Barker, se encarga la Asociación Tandilense de Árbitros en designar conjuntamente con la Liga a los oficiales de los partidos. En Benito Juárez, es la Liga, la que los designa solamente, al igual que lo que sucede en Ayacucho y Rauch. Sólo para las finales es que se implementa la presencia de un cuarto árbitro en cancha.

## Sistema de disputa
El sistema de disputa de la temporada 2015 será:
- Primera fase: Se llevará a cabo por el sistema de puntos en cada una de las zonas, las cuales jugarán todos contra todos a una rueda (dentro de su zona). Los primeros (1°) de cada una de las zonas clasifican al Torneo Mayor. Además del (1°) al cuarto (4°) de cada zona clasifican a la segunda fase. En total 8 equipos. El resto de los clubes pasan a disputar la fase repechaje. En total 15 clubes.

- Segunda fase: Estará integrada con los ocho (8) clasificados de la primera fase, disputándose a una sola rueda por suma de puntos, iniciando la disputa de esta fase con puntaje cero (0) todos los participantes. El ganador clasificará al Torneo Mayor. Del 1° al 8° pasan a disputar la tercera fase con ocho clubes de la fase repechaje. En total 16 clubes.

- Fase Repechaje: Los quince (15) clubes que no clasificaron a la segunda fase, se agruparán en dos (2) zonas una de ocho (8) clubes y otra de siete (7). Se realizará un nuevo fixture mezclando equipos de la zona sur y norte para evitar que se vuelvan a enfrentar los mismos clubes de la anterior zona. Se llevará a cabo por el sistema de puntos en cada una de las zonas, las cuales jugarán todos contra todos a una rueda (dentro de su zona), iniciando la disputa de esta fase con puntaje cero (0) todos los participantes. Clasifican a la tercera fase del 1º al 4º de cada zona. En total 8 clubes.

- Tercera fase: Estará integrada por clubes clasificados en las posiciones del 1º y 8º de la segunda fase y los ocho clasificados de la fase repechaje -en total 16 clubes-. Se disputará por eliminación directa, a un solo partido, hasta determinar el ganador. En octavos de final y cuartos de final tendrá ventaja deportiva el mejor clasificado es decir que al terminar empatados los 90 minutos, pasa el Club mejor clasificado en las anteriores zonas. El ganador clasificará al Torneo Mayor.

- Torneo Mayor: La disputarán los dos ganadores de Primera fase (Zona Sur y Norte), el ganador de la Segunda fase, y el ganador de la Tercera fase a partido ida y vuelta definiendo de local el mejor promedio de la suma de fases. En caso de repetirse el ganador en algunas de las fases accederá directamente a la Final Anual. Se tendrá en cuenta siempre la diferencia de gol en cada partido, el gol de visitante no suma doble. De persistir la igualdad penales. Estos partidos se deberán disputar en Estadios habilitados para la disputa de encuentros por los torneos federales. Argentino “B” o “C”. El ganador se coronará campeón de la temporada 2015.

- Clasificación al Federal C 2016:[6] La primera plaza será para el equipo que sume más puntos durante la considerada Fase Regular, es decir, la suma de puntos de la Primera fase más la Segunda fase. La segunda y tercera plaza serán para los finalistas del torneo. En caso de que alguno de estos sea Santamarina, Sarmiento o el ganador de la primera plaza, los semifinalistas se enfrentaran a partido ida y vuelta para determinar el ganador de la plaza restante. En el caso de que suceda que con los participantes del Torneo Mayor no alcance para cubrir las 3 plazas el clasificado será el Primero de la Fase Regular (suma de puntos de la Primera fase más la Segunda fase) en condiciones de hacerlo.

## Primera fase

### Posiciones generales

#### Zona Norte
| #                                          | Equipo                 | Pts | PJ | PG | PE | PP | GF | GC | DG  |
| ------------------------------------------ | ---------------------- | --- | -- | -- | -- | -- | -- | -- | --- |
| 1                                          | Independiente          | 31  | 11 | 10 | 1  | 0  | 26 | 3  | +23 |
| 2                                          | Excursionistas         | 20  | 11 | 6  | 2  | 3  | 18 | 17 | 1   |
| 3                                          | Sarmiento              | 19  | 11 | 6  | 1  | 4  | 24 | 12 | +12 |
| 4                                          | Estrada                | 19  | 11 | 5  | 4  | 2  | 18 | 15 | +3  |
| 5                                          | Atlético Ayacucho      | 18  | 11 | 5  | 3  | 3  | 21 | 14 | +7  |
| 6                                          | Gimnasia               | 15  | 11 | 5  | 0  | 6  | 19 | 24 | -5  |
| 7                                          | San Lorenzo            | 14  | 11 | 4  | 2  | 5  | 16 | 18 | -2  |
| 8                                          | San José               | 14  | 11 | 4  | 2  | 5  | 15 | 18 | -3  |
| 9                                          | Defensores de Ayacucho | 11  | 11 | 2  | 5  | 4  | 12 | 14 | -2  |
| 10                                         | Botafogo               | 11  | 11 | 3  | 2  | 6  | 16 | 20 | -4  |
| 11                                         | Juventud Agraria 1     | 9   | 11 | 3  | 0  | 8  | 8  | 21 | -13 |
| 12                                         | Defensores del Cerro 1 | 6   | 11 | 2  | 0  | 9  | 7  | 24 | -17 |
| Última actualización: 18 de julio de 2015. |                        |     |    |    |    |    |    |    |     |

#### Zona Sur
| #                                          | Equipo              | Pts | PJ | PG | PE | PP | GF | GC | DG |
| ------------------------------------------ | ------------------- | --- | -- | -- | -- | -- | -- | -- | -- |
| 1                                          | Grupo Universitario | 20  | 10 | 6  | 2  | 2  | 16 | 11 | +5 |
| 2                                          | Villa Aguirre       | 17  | 10 | 5  | 2  | 3  | 17 | 13 | +4 |
| 3                                          | Velense             | 16  | 10 | 4  | 4  | 2  | 19 | 14 | +5 |
| 4                                          | Alumni              | 16  | 10 | 5  | 1  | 4  | 15 | 12 | +3 |
| 5                                          | Santamarina         | 15  | 10 | 4  | 3  | 3  | 15 | 10 | +5 |
| 6                                          | Juarense            | 15  | 10 | 4  | 3  | 3  | 17 | 15 | +2 |
| 7                                          | UNICEN              | 14  | 10 | 4  | 2  | 4  | 16 | 21 | -5 |
| 8                                          | Argentino           | 11  | 10 | 3  | 2  | 5  | 14 | 17 | -3 |
| 9                                          | Ferrocarril Sud     | 11  | 10 | 3  | 2  | 5  | 14 | 18 | -4 |
| 10                                         | Unión y Progreso    | 10  | 10 | 2  | 4  | 4  | 11 | 14 | -3 |
| 11                                         | Loma Negra          | 5   | 10 | 0  | 5  | 5  | 10 | 19 | -9 |
| Última actualización: 18 de julio de 2015. |                     |     |    |    |    |    |    |    |    |

(1): El Tribunal de Penas resolvió, dar por finalizado el encuentro, con el resultado de 0 (cero) para Juventud Agraria, 1 (uno) para Defensores del Cerro.
|  | Clasificado para la Segunda fase y al Torneo Mayor |
|  | Clasificado para la Segunda fase                   |
|  | Clasificado para el Repechaje                      |

### Resultados
| 28 de marzo, 15:30 | Sarmiento (Ayacucho)                                          | 4:0 | Botafogo (Rauch) | Mpal. José Barbieri, Ayacucho |                             |
|                    | Federico Garro · Alexis Novak · Richard Sosa · Carlos Cabrera |     |                  | Árbitro(s): Daniel Figueroa   | Árbitro(s): Daniel Figueroa |

| 28 de marzo, 16:00 | Atlético Ayacucho | 0:0 | Excursionistas (Tandil) | Luciano Ceverio, Ayacucho  |  |
|                    |                   |     |                         | Árbitro(s): Ignacio Liuzzi |  |

| 28 de marzo, 16:00 | Defensores del Cerro (Tandil) | 0:1 | Defensores (Ayacucho) | Gral. San Martín, Tandil       |                                |
|                    |                               |     | Federico Arca         | Árbitro(s): Marcos Altamiranda | Árbitro(s): Marcos Altamiranda |

| 28 de marzo, 16:00 | San Lorenzo (Rauch) | 1:3 | Gimnasia (Tandil)            | Municipal, Rauch            |                             |
|                    | Rodrigo Zárate      |     | Juan Barbeira · Martín Luque | Árbitro(s): Paulo Caballero | Árbitro(s): Paulo Caballero |

| 28 de marzo, 16:00 | San José (Tandil) | 1:0 | Juventud Agraria (Rauch) | Gimnasia, Tandil         |                          |
|                    | Alejo Solimanto   |     |                          | Árbitro(s): Matías Picot | Árbitro(s): Matías Picot |

| 29 de marzo, 11:00 | Independiente (Tandil)                                      | 3:0 | Estrada (Ayacucho) | Agustiín Berroeta, Tandil   |                             |
|                    | Julián Andrada · Matías Gutiérrez · Julián Rodríguez Farías |     |                    | Árbitro(s): Emanuel Mazzoni | Árbitro(s): Emanuel Mazzoni |

| 28 de marzo, 16:00 | Grupo Universitario (Tandil) | 0:0 | Unión y Progreso (Tandil) | Movediza, Tandil            |  |
|                    |                              |     |                           | Árbitro(s): Rodrigo Álvarez |  |

| 28 de marzo, 16:00 | UNICEN (Tandil)    | 1:2 | Villa Aguirre (Tandil)            | Excursionistas, Tandil |                        |
|                    | Martín Fernández · |     | Rodrigo Quintas · Federico Albert | Árbitro(s): Paulo Latú | Árbitro(s): Paulo Latú |

| 28 de marzo, 16:00 | Juarense (Benito Juárez)         | 2:2     | Loma Negra (Barker)                   | Gastón Lafón, Benito Juárez |                        |
|                    | Martín Larrazábal · Jesús Madrid | Reporte | Claudio Esquivel · Leonardo Fernández | Árbitro(s): Juan Garay      | Árbitro(s): Juan Garay |

| 28 de marzo, 16:00 | Alumni (Benito Juárez)             | 2:1 | Santamarina (Tandil) | Alumni, Benito Juárez |  |
|                    | Matías Southwell · Emiliano Goitea |     | Bernardo Lasarte     |                       |  |

| 28 de marzo, 16:00 | Ferrocarril Sud (Tandil)         | 3:1     | Argentino (Benito Juárez) | Dámaso Latasa, Tandil          |                                |
|                    | Luciano Sequeira · Martín Pradal | Reporte | Emanuel Mansilla          | Árbitro(s): Maximiliano Moreno | Árbitro(s): Maximiliano Moreno |

| 11 de abril, 15:30 | Estrada (Ayacucho)                                | 3:0 | Defensores del Cerro (Tandil) | Mpal. José Barbieri, Ayacucho |                             |
|                    | Nicolás Cruz · Cristian García · Nicolás Burrutia |     |                               | Árbitro(s): Lucas Gualdieri   | Árbitro(s): Lucas Gualdieri |

| 11 de abril, 16:00 | Excursionistas (Tandil) | 1:3 | Sarmiento (Ayacucho)                             | Excursionistas, Tandil      |                             |
|                    | Paolo Colantonio        |     | Joaquín Dibio · Braulio Lorenzo · Federico Garro | Árbitro(s): Emanuel Mazzoni | Árbitro(s): Emanuel Mazzoni |

| 11 de abril, 16:00 | San Lorenzo (Rauch)        | 2:4 | San José (Tandil)                                          | Municipal, Rauch |  |
|                    | Franco Díaz · Antonio Cano |     | Juan Cruz Jaureguiberry · Cristian Bulacio · Lautaro Llano |                  |  |

| 11 de abril, 17:30 | Defensores (Ayacucho)                 | 2:2 | Atlético Ayacucho             | Mpal. José Barbieri, Ayacucho |                           |
|                    | Juan Pablo Etcheverry · Esteban Ocaño |     | Thiago Sutil · Julián Aguirre | Árbitro(s): Gonzalo López     | Árbitro(s): Gonzalo López |

| 14 de abril, 14:00 | Gimnasia (Tandil) | 0:3     | Independiente (Tandil)                                    | Gimnasia, Tandil                 |                                  |
|                    |                   | Reporte | Matías Gutiérrez · Joaquín Hernández · Maximiliano Villar | Árbitro(s): Víctor Hugo González | Árbitro(s): Víctor Hugo González |

| 9 de julio | Botafogo (Rauch)                | 3:0 | Juventud Agraria (Rauch) | Botafogo, Rauch |  |
|            | Cristian Zelaya · Daniel Meilan |     |                          |                 |  |

| 11 de abril, 16:00 | Santamarina (Tandil) | 1:0 | Juarense (Benito Juárez) | Mpal. San Martín, Tandil   |                            |
|                    | Federico Quintas     |     |                          | Árbitro(s): Marcelo Torres | Árbitro(s): Marcelo Torres |

| 11 de abril, 16:00 | Loma Negra (Barker)                             | 4:4 | UNICEN (Tandil)                                   | Loma Negra, Villa Cacique       |                                 |
|                    | Leandro Fernández · Martín Baier · Joaquín Elía |     | Mariano Larragneguy · Damián Salas · Lucas Ajuria | Árbitro(s): Sebastián Quinteros | Árbitro(s): Sebastián Quinteros |

| 11 de abril, 16:00 | Villa Aguirre (Tandil)                           | 3:4 | Grupo Universitario (Tandil)                                              | La Movediza, Tandil       |                           |
|                    | Emiliando Aranda · Lucas Porta · Rodrigo Quintas |     | Leonardo Puggioni · Kevin Milán Romero · Matías Méndez · Martín Ostinelli | Árbitro(s): Diego Novelli | Árbitro(s): Diego Novelli |

| 11 de abril, 16:00                                                  | Velense (M. I. Vela) | 1:1 | Unión y Progreso (Tandil) | Miguel Ochoa, Vela     |                        |
|                                                                     | Martín Abadie        |     | Martín Maineri            | Árbitro(s): Diego Albo | Árbitro(s): Diego Albo |
| Unión y Progreso, cedió la condición de local, por falta de cancha. |                      |     |                           |                        |                        |

| 11 de abril, 16:00 | Alumni (Benito Juárez)                                        | 3:1 (2:0) | Ferrocarril Sud (Tandil) | Eduardo Carvajal, Benito Juárez |                          |
|                    | Nicasio Elía 28' · Pedro Murrone 43' · Franco Valdebenito 90' | Reporte   | Facundo Franco 82'       | Árbitro(s): Javier Pérez        | Árbitro(s): Javier Pérez |

| 18 de abril, 16:00 | Juventud Agraria (Rauch) | 1:2 | Excursionistas (Tandil) | Municipal, Rauch           |                            |
|                    | Luis Guevara             |     | Mauricio Prado          | Árbitro(s): Bruno Herrería | Árbitro(s): Bruno Herrería |

| 18 de abril, 16:00 | Sarmiento (Ayacucho) | 1:0 | Defensores (Ayacucho) | Mpal. José Barbieri, Ayacucho |                            |
|                    | José Proetto         |     |                       | Árbitro(s): Ignacio Liuzzi    | Árbitro(s): Ignacio Liuzzi |

| 18 de abril, 16:00 | Atlético Ayacucho  | 1:1 | Estrada (Ayacucho) | Luciano Ceverio, Ayacucho   |                             |
|                    | Mariano Montalivet |     | Alfredo Suárez     | Árbitro(s): Daniel Figueroa | Árbitro(s): Daniel Figueroa |

| 18 de abril, 16:00 | Defensores del Cerro (Tandil) | 1:3 | Gimnasia (Tandil)                                   | Mpal. San Martín, Tandil |                          |
|                    | Enzo Gómez                    |     | Sebastián Belsito · Juan Barbeira · Emanuel Corrado | Árbitro(s): Matías Picot | Árbitro(s): Matías Picot |

| 18 de abril, 16:00 | San José (Tandil) | 0:2 | Botafogo (Rauch) | Gimnasia, Tandil            |                             |
|                    |                   |     | Emiliano Flores  | Árbitro(s): Rodrigo Álvarez | Árbitro(s): Rodrigo Álvarez |

| 22 de abril, 20:30 | Independiente (Tandil)     | 1:0     | San Lorenzo (Rauch) | Mpal. San Martín, Tandil  |                           |
|                    | Francisco González Metilli | Reporte |                     | Árbitro(s): Diego Novelli | Árbitro(s): Diego Novelli |

| 18 de abril, 16:00 | Argentino (Benito Juárez)                            | 3:1 | Unión y Progreso (Tandil) | Eduardo Carvajal, Benito Juárez |                          |
|                    | Braian Pérez · Nicolás Chazarreta · Emanuel Mansilla |     | Juan Rossi ·              | Árbitro(s): Javier Pérez        | Árbitro(s): Javier Pérez |

| 18 de abril, 16:00 | Velense (M. I. Vela) | 2:3 | Villa Aguirre (Tandil)    | Miguel Ochoa, Vela             |                                |
|                    | Mauro Ruiz Sánchez · |     | Matías Ferreiro · Porta · | Árbitro(s): Maximiliano Moreno | Árbitro(s): Maximiliano Moreno |

| 18 de abril, 16:00 | Grupo Universitario (Tandil) | 2:1 | Loma Negra (Barker) | La Movediza, Tandil        |                            |
|                    | Daniel Coto · Carlos Urrutia |     | Simón Bugna         | Árbitro(s): Marcelo Torres | Árbitro(s): Marcelo Torres |

| 18 de abril, 16:00 | UNICEN (Tandil) | 0:5 | Santamarina (Tandil)                                 | Excursionistas, Tandil      |                             |
|                    |                 |     | Lucas Muñoz · Francisco Gómez Olsen · Marcos Alzueta | Árbitro(s): Víctor González | Árbitro(s): Víctor González |

| 19 de abril, 16:00 | Juarense (Benito Juárez)            | 3:0 | Alumni (Benito Juárez) | Gastón Lafón, Benito Juárez |  |
|                    | Luciano Silva · Martín Larrazábal · |     |                        |                             |  |

| 25 de abril, 14:00 | Estrada (Ayacucho) | 1:0 | Sarmiento (Ayacucho) | Mpal. José Barbieri, Ayacucho |                             |
|                    | Alfredo Suárez     |     |                      | Árbitro(s): Daniel Figueroa   | Árbitro(s): Daniel Figueroa |

| 25 de abril, 15:30 | San Lorenzo (Rauch)              | 3:2 | Defensores del Cerro (Tandil)       | Municipal, Rauch |  |
|                    | Rodrigo Zárate · Victoriano Cano |     | Marcos Cepeda · Roberto Carabajal · |                  |  |

| 25 de abril, 15:30 | Gimnasia (Tandil)                                   | 5:2 | Atlético Ayacucho               | Gimnasia, Tandil |  |
|                    | Martín Luque · Facundo Rivero · Sebastián Belsito · |     | Juan Pereyra · Julián Aguirre · |                  |  |

| 25 de abril, 15:30 | Excursionistas (Tandil)         | 3:2 | Botafogo (Rauch)               | Excursionistas, Tandil          |                                 |
|                    | Diego Lecuona · Agustín Aguirre |     | Pablo Atucha · Federico Cadona | Árbitro(s): Sebastián Quinteros | Árbitro(s): Sebastián Quinteros |

| 25 de abril, 15:30 | Independiente (Tandil)                               | 3:1 | San José (Tandil) | Agustín Berroeta, Tandil   |                            |
|                    | Laureano Pereyra · Matías Gutiérrez · Federico Ávila |     | Alejo Solimanto · | Árbitro(s): Marcelo Torres | Árbitro(s): Marcelo Torres |

| 25 de abril, 16:00 | Defensores (Ayacucho) | 0:1 | Juventud Agraria (Rauch) | Mpal. José Barbieri, Ayacucho |                           |
|                    |                       |     | Miguel Veloz             | Árbitro(s): Gonzalo López     | Árbitro(s): Gonzalo López |

| 24 de abril, 20:00 | Santamarina (Tandil)               | 2:2     | Grupo Universitario (Tandil) | Mpal. San Martín, Tandil |  |
|                    | Bernardo Lasarte · Emanuel Heredia | Reporte | Mauricio Lucio · Daniel Coto |                          |  |

| 25 de abril, 15:30 | Alumni (Benito Juárez) | 1:2 | UNICEN (Tandil) | Alumni, Benito Juárez      |                            |
|                    | Berestain              |     | Néstor Ferreiro | Árbitro(s): Miguel Andrada | Árbitro(s): Miguel Andrada |

| 25 de abril, 15:30 | Loma Negra (Barker) | 0:0 | Velense (M. I. Vela) | Loma Negra, Villa Cacique |  |
|                    |                     |     |                      | Árbitro(s): Diego Novelli |  |

| 25 de abril, 15:30 | Villa Aguirre (Tandil)        | 2:1 | Argentino (Benito Juárez) | La Movediza, Tandil            |                                |
|                    | Lucas Porta · Rodrigo Quintas |     | Braian Pérez              | Árbitro(s): Maximiliano Moreno | Árbitro(s): Maximiliano Moreno |

| 25 de abril, 15:30 | Juarense (Benito Juárez) | 1:3 | Ferrocarril Sud (Tandil)                       | Gastón Lafón, Benito Juárez  |                              |
|                    | Luciano Silva ·          |     | Luciano Sequeira · Blas Amoroso · Nicolás Auce | Árbitro(s): Daniel Iturregui | Árbitro(s): Daniel Iturregui |

| 9 de mayo, 15:30 | Botafogo (Rauch) | 1:1 | Defensores (Ayacucho) | Botafogo, Rauch |  |
|                  | Claudio González |     | Juan José Jalil       |                 |  |

| 9 de mayo, 15:30 | Juventud Agraria (Rauch) | 1:0 | Estrada (Ayacucho) | Municipal, Rauch |  |
|                  | Luis Guevara             |     |                    |                  |  |

| 9 de mayo, 15:30 | Sarmiento (Ayacucho)                                             | 5:0 | Gimnasia (Tandil) | Mpal. José Barbieri, Ayacucho |  |
|                  | Alexis Novak · Joaquín Didío · Carlos Rivera · Maximiliano Araya |     |                   |                               |  |

| 9 de mayo, 15:30 | Atlético Ayacucho  | 1:0 | San Lorenzo (Rauch) | Luciano Ceverio, Ayacucho |  |
|                  | Gastón Olavarrieta |     |                     |                           |  |

| 9 de mayo, 15:30 | San José (Tandil) | 1:2 | Excursionistas (Tandil)                  | Gimnasia, Tandil |  |
|                  | Facundo Solimanto |     | Nicolás Arhia · Agustín Curcio -' (a.g.) |                  |  |

| 12 de mayo, 20:30 | Defensores del Cerro (Tandil) | 0:2     | Independiente (Tandil)            | Mpal. San Martín, Tandil |  |
|                   |                               | Reporte | Federico Ávila · Matías Gutiérrez |                          |  |

| 9 de mayo, 15:30 | Argentino (Benito Juárez) | 1:1 | Loma Negra (Barker) | Eduardo Carvajal, Benito Juárez |  |
|                  | Brian Pérez               |     | Martín Baier        |                                 |  |

| 9 de mayo, 15:30 | Velense (M. I. Vela)                | 2:0 | Santamarina (Tandil) | Miguel Ochoa, Vela |  |
|                  | Mauro Ruiz Sánchez · Franco Sánchez |     |                      |                    |  |

| 9 de mayo, 15:30 | Grupo Universitario (Tandil) | 1:0 | Alumni (Benito Juárez) | La Movediza, Tandil |  |
|                  | Kevin Milán                  |     |                        |                     |  |

| 9 de mayo, 15:30 | UNICEN (Tandil)                    | 2:2 | Juarense (Benito Juárez)       | Excursionistas, Tandil |  |
|                  | Fabricio Gómez · Esteban Bonarrigo |     | Juan Carabajal · Luciano Silva |                        |  |

| 9 de mayo, 15:30 | Ferrocarril Sud (Tandil) | 2:2 | Unión y Progreso (Tandil)       | Dámaso Latasa, Tandil |  |
|                  | Germán Paz · Ariel Salvi |     | Nicolás Hidalgo · Martín Alonso |                       |  |

| 23 de mayo, 14:00 | Estrada (Ayacucho)                | 4:3 | Botafogo (Rauch)                                         | Mpal. José Barbieri, Ayacucho |  |
|                   | Nicolás Barrutia · Santiago Culós |     | Claudio Álvarez · Francisco Signorelli · Emiliano Flores |                               |  |

| 23 de mayo, 15:30 | San Lorenzo (Rauch)                                                     | 5:3 | Sarmiento (Ayacucho)                             | Municipal, Rauch |  |
|                   | Lautaro Benítez · Victoriano Cano · Maximiliano Krauel · Rodrigo Zárate |     | Lucas Macías · Joaquín Didío · Maximiliano Araya |                  |  |

| 23 de mayo, 16:00 | Defensores (Ayacucho)                 | 2:1 | Excursionistas (Tandil) | Mpal. José Barbieri, Ayacucho |  |
|                   | Juan Tortorella · Fausto Piastrellini |     | Diego Lecuona           |                               |  |

| 30 de mayo, 15:30 | Independiente (Tandil)                                                       | 4:1 | Atlético Ayacucho  | Agustín Berroeta, Tandil    |                             |
|                   | Maximiliano Villar · Rodolfo Valerio · Facundo Di Cataldo · Matías Gutiérrez |     | Gastón Olavarrieta | Árbitro(s): Víctor González | Árbitro(s): Víctor González |

| 30 de mayo, 15:30 | Gimnasia (Tandil) | 2:1 | Juventud Agraria (Rauch) | Gimnasia, Tandil |  |
|                   | Matías Yosia      |     | Luis Guevara             |                  |  |

| 24 de mayo, 15:30 | Defensores del Cerro (Tandil) | 1:3     | San José (Tandil) | Mpal. San Martín, Tandil |  |
|                   | Enzo Gómez                    | Reporte | Alejo Solimanto   |                          |  |

| 23 de mayo, 15:30 | Juarense (Benito Juárez)      | 2:1 | Grupo Universitario (Tandil) | Gastón Lafón, Benito Juárez |  |
|                   | Franco Zapata · Luciano Silva |     | Mauricio Lucio               |                             |  |

| 23 de mayo, 15:30 | Alumni (Benito Juárez)        | 2:0 | Velense (M. I. Vela) | Alumni, Benito Juárez |  |
|                   | Nicasio Elía · Franco Reynoso |     |                      |                       |  |

| 30 de mayo, 15:30 | Santamarina (Tandil) | 1:2 | Argentino (Benito Juárez) | Mpal. San Martín, Tandil |  |
|                   | Bernardo Lasarte     |     | Braian Pérez              |                          |  |

| 30 de mayo, 15:30 | Villa Aguirre (Tandil)                        | 3:0 | Unión y Progreso (Tandil) | La Movediza, Tandil |  |
|                   | Lucas Porta · Esteban Gallego · Leonel García |     |                           |                     |  |

| 30 de mayo, 15:30 | UNICEN (Tandil)                                                           | 4:1 | Ferrocarril Sud (Tandil) | Excursionistas, Tandil |  |
|                   | Esteban Bonarrigo · Damián Salas · Marcos Fernández · Mariano Larragneguy |     | Luciano Sequeira         |                        |  |

| 4 de junio, 20:00 | Sarmiento (Ayacucho) | 0:1 | Independiente (Tandil) | Mpal. José Barbieri, Ayacucho |  |
|                   |                      |     | Juan Turri             |                               |  |

| 6 de junio, 15:30 | Excursionistas (Tandil)           | 2:2 | Estrada (Ayacucho)                 | Excursionistas, Tandil |  |
|                   | Agustín Ferreyra · Mauricio Prado |     | Alberto Acevedo · Nicolás Barrutia |                        |  |

| 6 de junio, 15:30 | Botafogo (Rauch)                                     | 4:1 | Gimnasia (Tandil) | Botafogo, Rauch |  |
|                   | Juan Ballesteros · Federico Cadona · Emiliano Flores |     | Matías Yosia      |                 |  |

| 6 de junio, 15:30 | Juventud Agraria (Rauch) | 0:1 | San Lorenzo (Rauch) | Municipal, Rauch |  |
|                   |                          |     | Lautaro Benítez     |                  |  |

| 6 de junio, 16:00 | Atlético Ayacucho | 1:0 | Defensores del Cerro (Tandil) | Mpal. José Barbieri, Ayacucho |                             |
|                   | Damián Ríos       |     |                               | Árbitro(s): Lucas Gualdieri   | Árbitro(s): Lucas Gualdieri |

| 6 de junio, 15:30 | San José (Tandil) | 2:2 | Defensores (Ayacucho)               | Gimnasia, Tandil |  |
|                   | Alejo Solimanto   |     | Fausto Piastrellini · Esteban Ocaño |                  |  |

| 6 de junio, 15:30       | Loma Negra (Barker) | 0:4 | Unión y Progreso (Tandil)                                            | Loma Negra, Villa Cacique |  |
|                         |                     |     | Marcelo Abadié · Martín Alonso · Gustavo Arozarena · Nicolás Hidalgo |                           |  |
| Unión cedió la localia. |                     |     |                                                                      |                           |  |

| 6 de junio, 15:30 | Velense (M. I. Vela)                                       | 3:3 | Juarense (Benito Juárez)                    | Miguel Ochoa, Vela |  |
|                   | Gustavo Venanzi · Mauro Ruiz Sánchez · Leandro Narciandi · |     | Luciano Silva · Marcos Coni · Franco Zapata |                    |  |

| 6 de junio, 15:30 | Grupo Universitario (Tandil) | 1:0 | UNICEN (Tandil) | La Movediza, Tandil |  |
|                   | Cristian Pérez               |     |                 |                     |  |

| 6 de junio, 19:00 | Ferrocarril Sud (Tandil) | 1:1 | Villa Aguirre (Tandil) | Dámaso Latasa, Tandil |  |
|                   | Jorge Weimann -' (a.g.)  |     | Lucas Porta            |                       |  |

| 6 de junio | Argentino                       | 2:1 | Alumni       | Eduardo Carvajal, Benito Juárez |                            |
|            | Braian Pérez · Emanuel Mansilla |     | Nicasio Elía | Árbitro(s): Marcos Coronel      | Árbitro(s): Marcos Coronel |

| 13 de junio, 15:30 | Independiente (Tandil)                             | 3:0 | Juventud Agraria (Rauch) | Agustín Berroeta, Tandil |  |
|                    | Gerardo Krüger · Santiago Aladro · Emanuel Álvarez |     |                          |                          |  |

| 13 de junio, 15:30 | San Lorenzo (Rauch) | 0:0 | Botafogo (Rauch) | Municipal, Rauch |  |

| 13 de junio, 15:30 | Gimnasia (Tandil)                   | 2:3     | Excursionistas (Tandil)        | Gimnasia, Tandil |  |
|                    | Emanuel Corrado · Sebastián Belsito | Reporte | Mauricio Prado · Diego Lecuona |                  |  |

| 13 de junio, 15:30 | Estrada (Ayacucho) | 1:1 | Defensores (Ayacucho) | Mpal. José Barbieri, Ayacucho |  |
|                    | Nicolás Barrutia   |     | Santiago Ismael       |                               |  |

| 13 de junio, 15:30 | Atlético Ayacucho                                      | 3:0 | San José (Tandil) | Luciano Ceverio, Ayacucho |  |
|                    | Damián Ríos · Iñaki Oillataguerre · Gastón Olavarrieta |     |                   |                           |  |

| 17 de junio, 20:30 | Defensores del Cerro (Tandil) | 0:4     | Sarmiento (Ayacucho)                                                   | Mpal. San Martín, Tandil        |                                 |
|                    |                               | Reporte | Maximiliano Araya · Martiniano Milloc · Joaquín Didio · Fernando Viere | Árbitro(s): Sebastián Quinteros | Árbitro(s): Sebastián Quinteros |

| 13 de junio, 15:30 | UNICEN (Tandil) | 0:4 | Velense (M. I. Vela)                                             | Excursionistas, Tandil |  |
|                    |                 |     | García · Mauro Ruiz Sánchez · Leandro Narciandi · Martín Maineri |                        |  |

| 13 de junio, 15:30 | Juarense (Benito Juárez) | 1:0 | Argentino (Benito Juárez) | Gastón Lafón, Benito Juárez |  |
|                    | Luciano Silva            |     |                           |                             |  |

| 13 de junio, 15:30 | Grupo Universitario (Tandil) | 2:1 | Ferrocarril Sud (Tandil) | La Movediza, Tandil |  |
|                    | Kevin Milán                  |     | Nicolás Auce             |                     |  |

| 15 de junio, 20:30 | Santamarina (Tandil) | 0:0     | Unión y Progreso (Tandil) | Mpal. San Martín, Tandil       |                                |
|                    |                      | Reporte |                           | Árbitro(s): Marcos Altamiranda | Árbitro(s): Marcos Altamiranda |

| 8 de julio, 21:00 | Loma Negra (Barker) | 0:1 | Villa Aguirre (Tandil) | Loma Negra, Villa Cacique |                          |
|                   |                     |     | Emiliano Aranda        | Árbitro(s): Matías Picot  | Árbitro(s): Matías Picot |

| 20 de junio, 16:00 | Defensores (Ayacucho) | 1:2 | Gimnasia (Tandil) | Mpal. José Barbieri, Ayacucho |                           |
|                    | Juan P. Etcheverry    |     | Matías Yosia      | Árbitro(s): Gonzalo López     | Árbitro(s): Gonzalo López |

| 20 de junio, 15:30 | Excursionistas (Tandil) | 1:0 | San Lorenzo (Rauch) | Excursionistas, Tandil      |                             |
|                    | Mauricio Prado          |     |                     | Árbitro(s): Emanuel Mazzoni | Árbitro(s): Emanuel Mazzoni |

| 20 de junio, 15:30 | Botafogo (Rauch) | 0:1 | Independiente (Tandil) | Botafogo, Rauch |  |
|                    |                  |     | Maximiliano Villar     |                 |  |

| 20 de junio, 15:30 | Juventud Agraria (Rauch) | 1:1 | Defensores del Cerro (Tandil) | Municipal, Rauch              |                               |
| | Oscar Echenique          |     | Lucas Ruarte                  | Árbitro(s): Ezequiel Quintana | Árbitro(s): Ezequiel Quintana |
| Partido suspendido debido agresión de un jugador de Juventud Agraria al árbitro Ezequiel Quintana. El Tribunal de Disciplina dio por finalizado el partido, con el resultado de Juventud Agraria 0 Def. del Cerro 1. |                          |     |                               |                               |                               |

| 20 de junio, 15:30 | San José (Tandil) | 1:2 | Estrada (Ayacucho) | Gimnasia, Tandil         |                          |
|                    | Alejo Solimanto   |     | Nicolás Barrutia   | Árbitro(s): Matías Picot | Árbitro(s): Matías Picot |

| 1 de julio, 20:00 | Sarmiento (Ayacucho) | 1:0 | Atlético Ayacucho | Mpal. José Barbieri, Ayacucho |                             |
|                   | Fernando Viere       |     |                   | Árbitro(s): Daniel Figueroa   | Árbitro(s): Daniel Figueroa |

| 20 de junio, 15:30 | Villa Aguirre (Tandil) | 1:2 | Santamarina (Tandil)              | La Movediza, Tandil       |                           |
|                    | Jorge Weimann          |     | Facundo Duarte · Bernardo Lasarte | Árbitro(s): Diego Novelli | Árbitro(s): Diego Novelli |

| 20 de junio, 15:30 | Unión y Progreso (Tandil) | 1:3 | Alumni (Benito Juárez)       | Mpal. San Martín, Tandil    |                             |
|                    | Marcelo Abadie            |     | Nicasio Elía · Emanuel Pérez | Árbitro(s): Rodrigo Álvarez | Árbitro(s): Rodrigo Álvarez |

| 20 de junio, 15:30 | Argentino (Benito Juárez) | 1:2 | UNICEN (Tandil)                  | Eduardo Carvajal, Benito Juárez |                        |
|                    | Sebastián Giles           |     | Nicolás Bálsamo · Balbino Mujica | Árbitro(s): Juan Garay          | Árbitro(s): Juan Garay |

| 20 de junio, 15:30 | Velense (M. I. Vela)           | 2:1 | Grupo Universitario (Tandil) | Miguel Ochoa, Vela          |                             |
|                    | Juan Rifé · Mauro Ruiz Sánchez |     | Leonardo Puggioni            | Árbitro(s): Víctor González | Árbitro(s): Víctor González |

| 20 de junio, 15:30 | Ferrocarril Sud (Tandil) | 1:0 | Loma Negra (Barker) | Dámaso Latasa, Tandil      |                            |
|                    | Diego Ordoqui            |     |                     | Árbitro(s): Marcelo Torres | Árbitro(s): Marcelo Torres |

| 9 de julio | Sarmiento (Ayacucho) | 1:1 | San José (Tandil) | Mpal. José Barbieri, Ayacucho |  |
|            | Joaquín Didio        |     | García            |                               |  |

| 11 de julio, 15:30 | Atlético Ayacucho                                                                         | 6:1 | Juventud Agraria (Rauch) | Luciano Ceverio, Ayacucho |  |
|                    | Julián Aguirre · Juan Pablo Vicente · Mariano Montalivet · Emanuel Carlón · Damián Ríos · |     | Diego Peñalba            |                           |  |

| 11 de julio, 15:30 | Defensores del Cerro (Tandil) | 2:1 | Botafogo (Rauch) | Excursionistas, Tandil |  |
|                    |                               |     |                  | Árbitro(s): Diego Albo |  |

| 11 de julio, 15:30 | Independiente (Tandil) | 4:0 | Excursionistas (Tandil) | Dámaso Latasa, Tandil      |                            |
|                    | Juan Ignacio Turri     |     |                         | Árbitro(s): Marcelo Torres | Árbitro(s): Marcelo Torres |

| 11 de julio, 15:30 | San Lorenzo (Rauch) | 2:1 | Defensores (Ayacucho) | Municipal, Rauch |  |
|                    | Maximiliano Krauel  |     | Fausto Pietrallini    |                  |  |

| 11 de julio, 15:30 | Gimnasia (Tandil) | 1:2 | Estrada (Ayacucho) | Gimnasia, Tandil                |                                 |
|                    | Lucas Zabala      |     | Nicolás Barrutia   | Árbitro(s): Sebastián Quinteros | Árbitro(s): Sebastián Quinteros |

| 11 de julio, 15:30 | Grupo Universitario (Tandil)     | 2:0 | Argentino (Benito Juárez) | La Movediza, Tandil            |                                |
|                    | Lucas Giammaria · Cristian Pérez |     |                           | Árbitro(s): Marcos Altamiranda | Árbitro(s): Marcos Altamiranda |

| 11 de julio, 15:30 | Juarense (Benito Juárez) | 1:2 | Unión y Progreso (Tandil) | Gastón Lafón, Benito Juárez |  |
|                    | Franco Zapata            |     | Martín Alonso             |                             |  |

| 11 de julio, 15:30 | Alumni (Benito Juárez) | 0:0 | Villa Aguirre (Tandil) | Alumni, Benito Juárez |  |

| 11 de julio, 15:30 | Santamarina (Tandil) | 1:1 | Loma Negra (Barker) | Loma Negra, Villa Cacique   |                             |
|                    | Facundo Duarte       |     | Walter Alfonso      | Árbitro(s): Emanuel Mazzoni | Árbitro(s): Emanuel Mazzoni |

| 11 de julio, 15:30 | Velense (M. I. Vela) | 2:1 | Ferrocarril Sud (Tandil) | Miguel Ochoa, Vela          |                             |
|                    | Mauro Ruiz Sánchez   |     | Martín Pradal            | Árbitro(s): Rodrigo Álvarez | Árbitro(s): Rodrigo Álvarez |

| 18 de julio, 14:00 | Estrada (Ayacucho) | 2:2 | San Lorenzo (Rauch)         | Mpal. José Barbieri, Ayacucho |                             |
|                    | Marcos Martínez ·  |     | Maximiliano Krauel · Acosta | Árbitro(s): Lucas Gualdieri   | Árbitro(s): Lucas Gualdieri |

| 18 de julio, 16:00 | Defensores (Ayacucho) | 1:1 | Independiente (Tandil)       | Mpal. José Barbieri, Ayacucho |                           |
|                    | Claudio Antonuccio ·  |     | Francisco González Metilli · | Árbitro(s): Gonzalo López     | Árbitro(s): Gonzalo López |

| 18 de julio, 15:30 | Excursionistas (Tandil)                               | 3:0 | Defensores del Cerro (Tandil) | Excursionistas, Tandil          |                                 |
|                    | Diego Lecuona · Diego Andolfatti · Paolo Colantonio · |     |                               | Árbitro(s): Sebastián Quinteros | Árbitro(s): Sebastián Quinteros |

| 18 de julio, 15:30 | Botafogo (Rauch) | 0:4 | Atlético Ayacucho                                                       | Botafogo, Rauch             |                             |
|                    |                  |     | Julián Aguirre · Franco Trama · Mariano Montalivet · Gastón Olavarrieta | Árbitro(s): Daniel Quintana | Árbitro(s): Daniel Quintana |

| 18 de julio, 14:00 | Juventud Agraria (Rauch) | 3:2 | Sarmiento (Ayacucho)                     | Municipal, Rauch           |                            |
|                    | Walter Atucha ·          |     | Milloc · Joaquín Didío · Isidoro Arévalo | Árbitro(s): Diego Villalba | Árbitro(s): Diego Villalba |

| 18 de julio, 15:30 | San José (Tandil) | 1:0 | Gimnasia (Tandil) | Gimnasia, Tandil          |                           |
|                    | Jerónimo Egizi    |     |                   | Árbitro(s): Diego Novelli | Árbitro(s): Diego Novelli |

| 18 de julio, 15:30 | Loma Negra (Barker) | 1:3 | Alumni (Benito Juárez)       | Loma Negra, Villa Cacique      |                                |
|                    | Lucas González      |     | Nicasio Elía · Emanuel Pérez | Árbitro(s): Maximiliano Moreno | Árbitro(s): Maximiliano Moreno |

| 18 de julio, 15:30 | Villa Aguirre (Tandil) | 1:2 | Juarense (Benito Juárez)           | La Movediza, Tandil         |                             |
|                    | Leandro Casco          |     | Luciano Silva · Juan M. Larrazábal | Árbitro(s): Emanuel Mazzoni | Árbitro(s): Emanuel Mazzoni |

| 18 de julio, 15:30 | Unión y Progreso (Tandil) | 0:1 | UNICEN (Tandil) | Mpal. San Martín, Tandil   |                            |
|                    |                           |     | Balbino Mujica  | Árbitro(s): Marcelo Torres | Árbitro(s): Marcelo Torres |

| 18 de julio, 15:30 | Argentino (Benito Juárez)           | 3:3 | Velense (M. I. Vela) | Eduardo Carvajal, Benito Juárez |                           |
|                    | Juan Cruz Riganti · Felipe Argüello |     | Mauro Ruiz Sánchez   | Árbitro(s): Pablo Ulvedal       | Árbitro(s): Pablo Ulvedal |

| 18 de julio, 15:30 | Ferrocarril Sud (Tandil) | 0:2 | Santamarina (Tandil)              | Dámaso Latasa, Tandil       |                             |
|                    |                          |     | Facundo Duarte · Bernardo Lasarte | Árbitro(s): Víctor González | Árbitro(s): Víctor González |

## Segunda fase
Estará integrada con los ocho clasificados de la Primera fase, disputándose a una sola rueda por suma de puntos, iniciando la disputa de esta fase con puntaje cero (0) todos los participantes. El ganador clasifica al Torneo Mayor. Además estos ocho equipos ya se encuentran directamente clasificados a la Tercera fase.

### Posiciones generales
| #                                          | Equipo              | Pts | PJ | PG | PE | PP | GF | GC | DG |
| ------------------------------------------ | ------------------- | --- | -- | -- | -- | -- | -- | -- | -- |
| 1                                          | Villa Aguirre       | 3   | 1  | 1  | 0  | 0  | 5  | 0  | +5 |
| 2                                          | Excursionistas      | 3   | 1  | 1  | 0  | 0  | 3  | 2  | +1 |
| 3                                          | Independiente       | 3   | 1  | 1  | 0  | 0  | 2  | 1  | +1 |
| 4                                          | Alumni              | 1   | 1  | 0  | 1  | 0  | 2  | 2  | 0  |
| 5                                          | Sarmiento           | 1   | 1  | 0  | 1  | 0  | 2  | 2  | 0  |
| 6                                          | Grupo Universitario | 0   | 1  | 0  | 0  | 1  | 2  | 3  | -1 |
| 7                                          | Velense             | 0   | 1  | 0  | 0  | 1  | 1  | 2  | -1 |
| 8                                          | Estrada             | 0   | 1  | 0  | 0  | 1  | 0  | 5  | -5 |
| Última actualización: 25 de julio de 2015. |                     |     |    |    |    |    |    |    |    |

|  | En zona de clasificación para la Tercera fase y al Torneo Mayor |
|  | Clasificados a la Tercera fase.                                 |

### Resultados
| 25 de julio, 15:30 | Excursionistas (Tandil)                         | 3:2 | Grupo Universitario (Tandil)    | Excursionistas, Tandil |  |
|                    | Claudio Álvarez · Andolfatti · Mauricio Prado · |     | Daniel Coto · Lucas Giammaria · |                        |  |

| 25 de julio, 15:30 | Velense (M. I. Vela) | 1:2 | Independiente (Tandil)               | Miguel Ochoa, Vela       |                          |
|                    | Martín Maineri ·     |     | Rodrigo Baquero · Laureano Pereyra · | Árbitro(s): Matías Picot | Árbitro(s): Matías Picot |

| 12 de septiembre, 15:30                                                                                | Villa Aguirre (Tandil)                                                | 5:0 | Estrada (Ayacucho) | La Movediza, Tandil         |                             |
| | Leandro Casco · Lucas Porta · Ramiro Arteagaveytia · Ignacio Alaniz · |     |                    | Árbitro(s): Rodrigo Álvarez | Árbitro(s): Rodrigo Álvarez |
| Partido suspendido el 25 de julio por incidentes en quinta división con el árbitro Fernando Retontaro. |                                                                       |     |                    |                             |                             |

| 28 de julio, 20:15 | Sarmiento (Ayacucho) | 2:2 | Alumni (Benito Juárez) | Mpal. José, Ayacucho |  |

## Repechaje
Los quince clubes que no clasificaron a la Segunda fase, se agruparán en dos zonas “A” y “B”, una de 8 clubes y otra de 7 clubes, si Loma Negra no clasifica a la Segunda fase la zona de ocho clubes será a la que clasifique este último.  
Se disputará todos contra todos a una rueda, iniciando todos los equipos con puntaje cero (0). Las zonas del Repechaje se conformarán de acuerdo a las posiciones logradas en la primera fase, es decir, el 5º de la zona norte, el 6º de la zona sur y así sucesivamente hasta ubicar a todos los equipos. Clasifican a la Tercera fase (Play-off) del 1º al 4º de cada zona (Total: 8 equipos).

### Posiciones generales

#### Zona A
| #                                          | Equipo                 | Pts | PJ | PG | PE | PP | GF | GC | DG |
| ------------------------------------------ | ---------------------- | --- | -- | -- | -- | -- | -- | -- | -- |
| 1                                          | Atlético Ayacucho      | 3   | 1  | 1  | 0  | 0  | 3  | 0  | +3 |
| 2                                          | Juarense               | 3   | 1  | 1  | 0  | 0  | 2  | 0  | +2 |
| 3                                          | Defensores de Ayacucho | 1   | 1  | 0  | 1  | 0  | 1  | 1  | 0  |
| 4                                          | Argentino              | 1   | 1  | 0  | 1  | 0  | 1  | 1  | 0  |
| 5                                          | Unión y Progreso       | 0   | 1  | 0  | 0  | 1  | 0  | 2  | -2 |
| 6                                          | Juventud Agraria       | 0   | 1  | 0  | 0  | 1  | 0  | 3  | -3 |
| 7                                          | San Lorenzo            | -   | -  | -  | -  | -  | -  | -  | -  |
| Última actualización: 25 de julio de 2015. |                        |     |    |    |    |    |    |    |    |

#### Zona B
| #                                          | Equipo               | Pts | PJ | PG | PE | PP | GF | GC | DG |
| ------------------------------------------ | -------------------- | --- | -- | -- | -- | -- | -- | -- | -- |
| 1                                          | Ferrocarril Sud      | 3   | 1  | 1  | 0  | 0  | 3  | 1  | +2 |
| 2                                          | Unicen               | 3   | 1  | 1  | 0  | 0  | 4  | 3  | +1 |
| 3                                          | Gimnasia             | 1   | 1  | 0  | 1  | 0  | 1  | 1  | 0  |
| 4                                          | Loma Negra           | 1   | 1  | 0  | 1  | 0  | 1  | 1  | 0  |
| 5                                          | Santamarina          | 1   | 1  | 0  | 1  | 0  | 1  | 1  | 0  |
| 6                                          | San José             | 1   | 1  | 0  | 1  | 0  | 1  | 1  | 0  |
| 7                                          | Botafogo             | 0   | 1  | 0  | 0  | 1  | 3  | 4  | -1 |
| 8                                          | Defensores del Cerro | 0   | 1  | 0  | 0  | 1  | 1  | 3  | -2 |
| Última actualización: 25 de julio de 2015. |                      |     |    |    |    |    |    |    |    |

|  | En zona de clasificación a la Tercera fase. |

### Resultados
| 25 de julio, 16:00 | Defensores (Ayacucho) | 1:1 | Argentino (Benito Juárez) | Mpal. José Barbieri, Ayacucho |                             |
|                    | Juan José Jalil       |     | Braian Pérez              | Árbitro(s): Daniel Figueroa   | Árbitro(s): Daniel Figueroa |

| 25 de julio, 15:30 | Juarense (Benito Juárez)       | 2:0 | Unión y Progreso (Tandil) | Gastón Lafón, Benito Juárez |  |
|                    | Luciano Silva · Francisco Coda |     |                           |                             |  |

| 25 de julio, 15:30 | Juventud Agraria (Rauch) | 0:3 | Atlético Ayacucho                | Municipal, Rauch |  |
|                    |                          |     | Mariano Montalivet · Damián Ríos |                  |  |

| 23 de julio, 13:30 | Santamarina (Tandil) | 1:1 | San José (Tandil) | Excursionistas, Tandil          |                                 |
|                    | Lucas Muñoz          |     | Nicolás Etchecoin | Árbitro(s): Sebastián Quinteros | Árbitro(s): Sebastián Quinteros |

| 25 de julio, 15:30 | Botafogo (Rauch)                                        | 3:4 | Unicen (Tandil)                                     | Botafogo, Rauch |  |
|                    | Matias Caballero · Rodrigo Palas · Emmanuel Lombardozzo |     | Mariano Larragnegui · Balbino Mujica · Damian Salas |                 |  |

| 25 de julio, 15:30 | Gimnasia (Tandil) | 1:1 | Loma Negra (Barker) | Gimnasia, Tandil       |                        |
|                    | Lautaro Villar    |     | Enzo García         | Árbitro(s): Diego Albo | Árbitro(s): Diego Albo |

| 25 de julio, 15:30 | Defensores del Cerro (Tandil) | 1:3 | Ferrocarril Sud (Tandil)                      | Dámaso Latasa, Tandil     |                           |
|                    | Franco Gorozo                 |     | Leandro Candia · Martín Pradal · Nicolás Auce | Árbitro(s): Diego Novelli | Árbitro(s): Diego Novelli |

## Tercera fase
Estará integrado por los 8 equipos integrantes de la Segunda fase, más los 8 equipos clasificados de la Fase Repechaje, eliminándose a un partido hasta determinar el ganador. En Octavos de final y Cuartos de final tendrá ventaja deportiva el mejor clasificado es decir que al terminar empatados los 90 minutos, pasa el club mejor clasificado en las anteriores zonas. El ganador de la Tercera fase clasifica al Torneo Mayor.
|  | Octavos de final | Octavos de final |  |  | Cuartos de final | Cuartos de final |  |  | Semifinales | Semifinales |  |  | Final | Final |
|  |                  |                  |  |  |                  |                  |  |  |             |             |  |  |       |       |
|  |                  |                  |  |  |                  |                  |  |  |             |             |  |  |       |       |
|  |                  |                  |  |  |                  |                  |  |  |             |             |  |  |       |       |
|  |                  |                  |  |  |                  |                  |  |  |             |             |  |  |       |       |
|  | 1º Segunda fase  |                  |  |  |                  |                  |  |  |             |             |  |  |       |       |
|  |                  |                  |  |  |                  |                  |  |  |             |             |  |  |       |       |
|  | Cuarto Zona “B”  |                  |  |  |                  |                  |  |  |             |             |  |  |       |       |
|  |                  |                  |  |  |                  |                  |  |  |             |             |  |  |       |       |
|  |                  |                  |  |  |                  |                  |  |  |             |             |  |  |       |       |
|  |                  |                  |  |  |                  |                  |  |  |             |             |  |  |       |       |
|  | 8º Segunda fase  |                  |  |  |                  |                  |  |  |             |             |  |  |       |       |
|  |                  |                  |  |  |                  |                  |  |  |             |             |  |  |       |       |
|  | Primero Zona "B” |                  |  |  |                  |                  |  |  |             |             |  |  |       |       |
|  |                  |                  |  |  |                  |                  |  |  |             |             |  |  |       |       |
|  |                  |                  |  |  |                  |                  |  |  |             |             |  |  |       |       |
|  |                  |                  |  |  |                  |                  |  |  |             |             |  |  |       |       |
|  | 4º Segunda fase  |                  |  |  |                  |                  |  |  |             |             |  |  |       |       |
|  |                  |                  |  |  |                  |                  |  |  |             |             |  |  |       |       |
|  | Tercero Zona “A” |                  |  |  |                  |                  |  |  |             |             |  |  |       |       |
|  |                  |                  |  |  |                  |                  |  |  |             |             |  |  |       |       |
|  |                  |                  |  |  |                  |                  |  |  |             |             |  |  |       |       |
|  |                  |                  |  |  |                  |                  |  |  |             |             |  |  |       |       |
|  | 5º Segunda fase  |                  |  |  |                  |                  |  |  |             |             |  |  |       |       |
|  |                  |                  |  |  |                  |                  |  |  |             |             |  |  |       |       |
|  | Segundo Zona “A” |                  |  |  |                  |                  |  |  |             |             |  |  |       |       |
|  |                  |                  |  |  |                  |                  |  |  |             |             |  |  |       |       |
|  |                  |                  |  |  |                  |                  |  |  |             |             |  |  |       |       |
|  |                  |                  |  |  |                  |                  |  |  |             |             |  |  |       |       |
|  | 2º Segunda fase  |                  |  |  |                  |                  |  |  |             |             |  |  |       |       |
|  |                  |                  |  |  |                  |                  |  |  |             |             |  |  |       |       |
|  | Cuarto Zona “A”  |                  |  |  |                  |                  |  |  |             |             |  |  |       |       |
|  |                  |                  |  |  |                  |                  |  |  |             |             |  |  |       |       |
|  |                  |                  |  |  |                  |                  |  |  |             |             |  |  |       |       |
|  |                  |                  |  |  |                  |                  |  |  |             |             |  |  |       |       |
|  | 7º Segunda fase  |                  |  |  |                  |                  |  |  |             |             |  |  |       |       |
|  |                  |                  |  |  |                  |                  |  |  |             |             |  |  |       |       |
|  | Primero Zona “A” |                  |  |  |                  |                  |  |  |             |             |  |  |       |       |
|  |                  |                  |  |  |                  |                  |  |  |             |             |  |  |       |       |
|  |                  |                  |  |  |                  |                  |  |  |             |             |  |  |       |       |
|  |                  |                  |  |  |                  |                  |  |  |             |             |  |  |       |       |
|  | 3º Segunda fase  |                  |  |  |                  |                  |  |  |             |             |  |  |       |       |
|  |                  |                  |  |  |                  |                  |  |  |             |             |  |  |       |       |
|  | Tercero Zona “B” |                  |  |  |                  |                  |  |  |             |             |  |  |       |       |
|  |                  |                  |  |  |                  |                  |  |  |             |             |  |  |       |       |
|  |                  |                  |  |  |                  |                  |  |  |             |             |  |  |       |       |
|  |                  |                  |  |  |                  |                  |  |  |             |             |  |  |       |       |
|  | 6º Segunda fase  |                  |  |  |                  |                  |  |  |             |             |  |  |       |       |
|  |                  |                  |  |  |                  |                  |  |  |             |             |  |  |       |       |
|  | Segundo Zona “B” |                  |  |  |                  |                  |  |  |             |             |  |  |       |       |
|  |                  |                  |  |  |                  |                  |  |  |             |             |  |  |       |       |

| Clasificado al Torneo Mayor |
| --------------------------- |
| Bandera de ?                |

## Torneo Mayor
La disputarán los ganadores de la Primera fase,  el ganador de la Segunda fase y el ganador de la Tercera fase (Play Off) a partido ida y vuelta definiendo de local los mejores promedios de la suma de puntos de las fases Primera, Segunda y Repechaje jugando Semifinal y Final. En caso de repetirse el ganador en algunas de las fases accederá directamente a la FINAL. Se tendrá en cuenta siempre la diferencia de gol en cada partido, el gol de visitante no suma doble. De persistir la igualdad se definirá por penales.
Ganador de la Zona Norte: Independiente (Tandil)

Ganador de la Zona Sur: Grupo Universitario (Tandil)

Ganador de la Segunda fase:

Ganador de la Tercera fase (Play-off):
|  | Semifinal | Semifinal | Semifinal | Semifinal | Semifinal |  |  | Final | Final | Final | Final | Final |
|  |           |           |           |           |           |  |  |       |       |       |       |       |
|  |           |           |           |           |           |  |  |       |       |       |       |       |
|  |           |           |           |           |           |  |  |       |       |       |       |       |
|  |           |           |           |           |           |  |  |       |       |       |       |       |
|  |           |           |           |           |           |  |  |       |       |       |       |       |
|  |           |           |           |           |           |  |  |       |       |       |       |       |
|  |           |           |           |           |           |  |  |       |       |       |       |       |

| Bandera de ? |

## Goleadores
| Jugador                  | Equipo                 | Goles |
| ------------------------ | ---------------------- | ----- |
| Luciano Silva "Orejón"   | Juarense               | 10    |
| Juan Barbería            | Gimnasia               | 2     |
| Juan Cruz Jaureguiberry  | San José               | 2     |
| Mariano Larragneguy      | UNICEN                 | 2     |
| Luciano Sequeira         | Ferrocarril Sud        | 2     |
| Federico Albert          | Villa Aguirre          | 1     |
| Julián Andrada           | Independiente          | 1     |
| Federico Arca            | Defensores de Ayacucho | 1     |
| Actualizado a la fecha 3 |                        |       |

## Radio
Programas radiales que siguen la actualidad de la Unión Regional Deportiva semanalmente.
| Programa              | Radio                                                               | Ciudad        | Lunes         | Martes        | Miércoles     | Jueves        | Viernes       | Sábado                  | Domingo                 |
| --------------------- | ------------------------------------------------------------------- | ------------- | ------------- | ------------- | ------------- | ------------- | ------------- | ----------------------- | ----------------------- |
| Deporte al Día        | Radio Tandil - AM 1140                                              | Tandil        | 13:00 a 14:00 | 13:00 a 14:00 | 13:00 a 14:00 | 13:00 a 14:00 | 13:00 a 14:00 | Transmisión de partidos | Transmisión de partidos |
| Esperanzas del Fútbol | Radio Pasión - FM 102.9                                             | Tandil        | 18:00 a 19:00 | 18:00 a 19:00 | 18:00 a 19:00 | 18:00 a 19:00 | 18:00 a 19:00 | -                       | -                       |
| Minuto 91             | Radio de las Sierras - AM 1180                                      | Tandil        | 19:00 a 20:00 | 19:00 a 20:00 | 19:00 a 20:00 | 19:00 a 20:00 | 19:00 a 20:00 | -                       | -                       |
| Super Deportivo       | FM 88 - FM 89.3 Archivado el 28 de mayo de 2015 en Wayback Machine. | Ayacucho      | 18:30 a 19:00 | 18:30 a 19:00 | 18:30 a 19:00 | 18:30 a 19:00 | 18:30 a 19:00 | Transmisión de partidos | Transmisión de partidos |
| 4-3-3                 | La 95 - FM 95.3                                                     | Ayacucho      | 19:30 a 20:30 | 19:30 a 20:30 | 19:30 a 20:30 | 19:30 a 20:30 | 19:30 a 20:30 | Transmisión de partidos | Transmisión de partidos |
| Tocala que voy        | FM 93.5                                                             | Rauch         | 20:00 a 21:00 | 20:00 a 21:00 | 20:00 a 21:00 | 20:00 a 21:00 | 20:00 a 21:00 | Transmisión de partidos | Transmisión de partidos |
| Pasión Regional       | FM Futuro - 99.3                                                    | Benito Juárez | -             | -             | -             | -             | -             | Transmisión de partidos | Transmisión de partidos |

| Todas las ediciones del torneo (En negrita la última edición ganada por ese club) | Todas las ediciones del torneo (En negrita la última edición ganada por ese club) | Todas las ediciones del torneo (En negrita la última edición ganada por ese club) |
| Unión Regional Deportiva                                                          | Unión Regional Deportiva                                                          | Unión Regional Deportiva                                                          |
| --------------------------------------------------------------------------------- | --------------------------------------------------------------------------------- | --------------------------------------------------------------------------------- |
| Unión Regional Deportiva 2007 Independiente (Tandil) (1)                          | Unión Regional Deportiva 2008 Independiente (Tandil) (2)                          | Unión Regional Deportiva 2009 Santamarina (Tandil) (1)                            |
| Unión Regional Deportiva 2010 Atlético-Defensores (Ayacucho) (1)                  | Unión Regional Deportiva 2011 Ferrocarril Sud (Tandil) (1)                        | Unión Regional Deportiva 2012 Ferrocarril Sud (Tandil) (2)                        |
| Unión Regional Deportiva 2013 Independiente (Tandil) (3)                          | Unión Regional Deportiva 2014 Atlético Ayacucho (1)                               |                                                                                   |